# Titus Prifernius Paetus (Konsul 146)
Titus Prifernius Paetus Rosianus Nonius [Agric?]ola Gaius Labeo  [T]et[tius? Geminus?] war ein römischer Senator des 2. Jahrhunderts n. Chr.
Prifernius stammte vermutlich aus der Stadt Trebula Mutuesca, wo er zahlreiche städtische Ämter übernahm, wie aus der Inschrift seiner Statuenbasis hervorgeht. Sein Vater, Titus Prifernius Paetus Rosianus Geminus, war Konsul im Jahr 120.
Prifernius begann seine Laufbahn in Trebula Mutuesca, wo er dreimal Mitglied eines Achterkollegiums (VIIIvir III, vermutlich für Verwaltungsaufgaben), Ädil mit fünfjähriger Amtszeit (zuständig für städtische Infrastruktur und Feste), viermal Mitglied eines weiteren Achterkollegiums (VIIIvir IIII, vermutlich für Tempelangelegenheiten) und Leiter der Jugendorganisation (magister iuventutis) war. Danach ernannte Kaiser Hadrian ihn zum Kurator einer Gemeinde (curatori municipii dato a divo Hadriano), vermutlich für die Verwaltung städtischer Finanzen.
Seine senatorische Laufbahn begann unter Hadrian mit dem Amt des decemvir stlitibus iudicandis, gefolgt von seiner Tätigkeit als Militärtribun mit breitem Purpurstreifen (laticlavius) in der Legio X Fretensis, die vermutlich in Judäa stationiert war. Als Quästor, Volkstribun und schließlich Prätor diente er jeweils als Kandidat Hadrians. Nach der Prätur diente er als Legionslegat, vermutlich der Legio IV Scythica oder der Legio XIV Gemina, unter Antoninus Pius, bevor er unter diesem Kaiser zum prätorischen Statthalter von Aquitanien ernannt wurde.
Im Jahr 146 wurde Prifernius zum Suffektkonsul ernannt. Anschließend übernahm er administrative Aufgaben, unter anderem als curator alvei Tiberis et cloacarum urbis, als der er für die Instandhaltung des Tiberbettes und der Abwässer Roms verantwortlich war. Es ist möglich, dass er auch als praefectus alimentorum tätig war, wenngleich dies nicht gesichert ist, da die Inschrift an dieser Stelle beschädigt ist. 
Weitere hohe Ämter folgten: Als konsularer Legat war er Statthalter in Dalmatia, gefolgt von einer erneuten Tätigkeit in Aquitanien, diesmal als kaiserlicher Legat für die Durchführung der Volkszählung (ad census accipiendos). Seine Karriere endete in der Position des Prokonsuls von Africa, die er vermutlich um 160/161 innehatte. Parallel zu seinen administrativen Ämtern war Prifernius auch religiös aktiv, als Mitglied des Priesterkollegiums der Auguren.